# Fahima Khatun
Fahima Khatun (bengalisch ফাহিমা খাতুন; * 2. November 1992 in Bangladesch) ist eine bangladeschische Cricketspielerin, die seit 2013 für die bangladeschische Nationalmannschaft spielt.

## Aktive Karriere
Fahima gab ihr Debüt für die Nationalmannschaft auf der Tour in Indien im April 2013, als sie ihre ersten WODI- und WTwenty20-Spiele absolvierte. Ihre erste Weltmeisterschaft absolvierte sie im Frühjahr 2014 beim ICC Women’s World Twenty20 2014. Ihre beste Leistung dort waren 2 Wickets für 27 Runs gegen die West Indies. Seitdem fand sie nur vereinzelt Einsatz im WODI-Team Bangladeschs, aber vermehrt in der WTwenty20-Mannschaft.
Beim ICC Women’s World Twenty20 2018 Qualifier konnte sie gegen die Niederlande 3 Wickets für 3 Runs und gegen die Vereinigten Arabischen Emirate 4 Wickets für 8 Runs erzielen. In beiden Spielen wurde sie als Spielerin des Spiels ausgezeichnet. Beim Endturnier konnte sie dann nur 1 Wicket erzielen. Bei der nächsten Ausgabe, dem ICC Women’s T20 World Cup Qualifier 2019, konnte sie im entscheidenden Spiel gegen Irland 3 Wickets für 28 Runs erreichen und so die Qualifikation sichern. Beim ICC Women’s T20 World Cup 2020 konnte sie dann kein Wicket erreichen. Sie wurde auch für den Women’s Cricket World Cup 2022 nominiert und ihre beste Leistung in den fünf Spielen, die sie bei dem Turnier bestritt, waren beim einzigen Sieg der Mannschaft gegen Pakistan 3 Wickets für 38 Runs. Dafür wurde sie als Spielerin des Spiels ausgezeichnet. Später im Jahr erzielte sie beim Women’s Twenty20 Asia Cup 2022 gegen Malaysia 2 Wickets für 8 Runs. Beim ICC Women’s T20 World Cup 2023 gelangen ihr gegen Neuseeland 2 Wickets für 36 Runs.